# Цириаци, Людвиг Фридрих фон
Людвиг Фридрих фон Цириаци (нем. Ludwig Friedrich von Ciriacy; 13 января 1786, Потсдам — 12 августа 1829) — прусский военный историк и теоретик.
Родился в семье гвардейского лейтенанта. В 1798 году поступил в кадетский корпус в Берлине, в 1801 году — юнкером в пехотный полк. В 1805 году был произведён в прапорщики и получил ранение в битве при Йене. Затем служил в Силезии, в 1810 году учился в Берлинской военной школе, где, в частности, слушал лекции по тактике и стратегии военных действий Карла Людвига Генриха Тидемана. В 1812 году вернулся в Силезию на службу, в 1813 году ранен в сражении при Лютцене, по выздоровлении переведён в Девятую пехотную бригаду генерала Карла фон Клюкса, в составе которой в январе 1814 года двинулся на Люксембург, затем участвовал в сражениях при Суассоне, Этоже, Ла-Ферте-су-Жуар и в боях за Монмартр. В кампании 1815 года воевал в составе Пятой бригады генерала фон Типпельскирха, участвовал в битве при Линьи. После окончания войны служил адъютантом генерала фон Браузе в Магдебурге и Франкфурте-на-Одере, в 1816 году произведён в капитаны. С 1818 года служил в военном министерстве, с 1822 года преподавал в Берлинской военной школе, с 1823 года — майор.
Опубликовал книги «История осадной войны в 1815 году» (нем. Geschichte des Belagerungskrieges im Jahre 1815; 1819), «Хронологический обзор истории прусской армии» (нем. Chronologische Uebersicht der Geschichte des preußischen Heeres; 1820), «Попытка военного описания Османской империи» (нем. Versuch einer militärischen Beschreibung des osmanischen Reiches; 1824). Много публиковался в «Militär-Litteraturzeitung» Людвига Блессона и Карла фон Деккера, в 1824 году основал вместе с ними журнал «Zeitschrift für Kunst, Wissenschaft und Geschichte Des Krieges». Анонимно напечатал брошюру «Соображения о возможных операциях в русско-турецкой войне 1828 года» (нем. Betrachtungen über die möglichen Operationen im russisch-türkischen Feldzuge 1828).
Умер от туберкулёза.